# Liste der Vertriebenendenkmale in Tschechien
Diese Liste der Vertriebenendenkmale in Tschechien verzeichnet die  Vertriebenendenkmale in Tschechien.

## Liste

### A
- Atschau, Kadaň. Gedenkstein auf dem 1972 eingeebneten deutschen Friedhof auf Deutsch und Tschechisch (2004): „Den Toten aus Atschau, Burberg, Langenau, Männelsdorf, Prödlas 1861–1967. Ruhet in Gottes Frieden.“

### B
- Barnov
- Bartošovice (Partschendorf)
- Bělotín (Bölten)
- Bílý Kostel nad Nisou (Weißkirchen an der Neiße)
- Brünn

- Blatno (Platten)
- Broumov (Braunau)
- Budweis

### C
- Chomutov (Komotau), Hauptfriedhof, Gedenkstein auf Deutsch und Tschechisch (2007): „Den deutschen Mitbürgern, denen Komotau jahrhundertelang geliebte Heimat war. September 2007.“

### D
- Deštné v Orlických horách (Deschney)

### F
- Fulnek (1996–2003)

### H
- Hazlov (Haslau)
- Horní Benešov (Bennisch)
- Hostouň (Hostau)
- Hůrka (Prášily) (Hurkental)

### J
- Jacubčovice (Jogsdorf) im Kuhländchen
- Jelení (Nové Hamry) (Hirschenstand)
- Jirkov (Görkau)

### K
- Kadaň (Kaaden)
- Klimkovice (Königsberg in Schlesien)
- Kostelec u Jihlavy (Wolframs)
- Kunín (Kunewald)

### L
- Liberec, Gelände des 1974 eingeebneten Friedhofs der Pfarrgemeinde Rochelice/Röchlitz, Gedenkkreuz auf Deutsch, Latein und Tschechisch (1999): „Wir gedenken aller unserer Toten. A.D.1999.“

### M
- Malešovice (Malspitz)

- Malý Háj (Kleinhan)
- Moravská Třebová (Mährisch Trübau)
- Moravský Beroun (Bärn)

### N
- Nový Bor (Haida)

### O
- Odry, Gedenkstätte auf dem Friedhof in Pohoří, Tafel auf Deutsch und Tschechisch (2001–2003): „Wanderer steh still und bete für mich, einst beten andere für Dich. Zum Gedenken der bis 1945 Verstorbenen, Gefallenen und Vermissten der Gemeinde Pohorsch.“

### P
- Poběžovice (Ronsperg)
- Pohořelice (Pohrlitz)
- Postoloprty (Postelberg)
- Prag 5 = Botenwald
- Přerov (Prerau)
- Prostiboř

### R
- Rotava (Rothau)

### S
- Schönau bei Nový Jičín
- Stárkov (Starkstadt)
- Suchdol nad Odrou (Zauchtel)

### T
- Teplice nad Metují (Wekelsdorf)
- Toužim (Theusing)
- Tři Sekery (Dreihacken)

### U
- Ústí nad Labem (Aussig)

### V
- Valtířov (Waltersgrün)
- Vojnovice (Kriegsdorf), Truppenübungsplatz Libavá
- Vrchy (Waltersdorf)
- Vysoká Srbská (Hochsichel)

### Z
- Žatec (Saaz)
- Žlutice (Luditz)